# Groei & Bloei
Groei & Bloei is een vereniging van tuinliefhebbers. Er zijn in totaal 125 afdelingen in Nederland en Vlaanderen. H.K.H. Prinses Beatrix is sinds 1980 beschermvrouwe van Groei & Bloei. De vereniging telt 27.500 leden (2022) en het landelijk bureau is gevestigd in Zoetermeer. De belangstelling voor tuinen wordt gedeeld via activiteiten in de vorm van lezingen, workshops en excursies. Jaarlijks stellen meer dan 1.000 tuineigenaren de eigen tuin gratis open voor het publiek tijdens het landelijke Open Tuinen Weekend (3e weekend in juni). Bij de Floraliawedstrijd kweken schoolkinderen van een stekje een zo mooi mogelijke kamerplant. Diverse afdelingen organiseren cursussen bloemschikken. 

## Geschiedenis
De vereniging Groei & Bloei komt voort uit de Koninklijke Maatschappij tot bevordering van Tuinbouw en Plantkunde (KMTP), ook wel "De Maatschappij" genoemd. De KMTP werd opgericht door landgoedeigenaren, kwekers en handelaren in bloemen en planten op 17 december 1872. Doelstelling was de kennis van tuinbouw en plantkunde te bevorderen, evenals het vergroten van de kennis en de algemene belangstelling op het gebied van het leefmilieu en de flora. De KMTP was een platform voor het uitwisselen van nationale en internationale kennis en ervaring op het gebied van de verzorging van bloemen, planten, bomen, groente en fruit. 
Om deze doelstelling te verwezenlijken richtte de KMTP overal in het land tuinbouwscholen op. Ze zag toe op het onderwijs op de tuinbouwschool en reikte de diploma’s uit op de school. Die taken werden evenwel begin twintigste eeuw overgenomen door de overheid. Na de Tweede Wereldoorlog werd de KMTP een vereniging van tuinliefhebbers. De eerste twee afdelingen waren Amsterdam en Arnhem, nadien ontstonden overal in Nederland lokale afdelingen. Deze lokale afdelingen zijn onderdeel van rayons. 
De statutaire naam is nog steeds Koninklijke Maatschappij voor Tuinbouw en Plantkunde / Groei & Bloei. Het bevorderen van de sierteelt gebeurde onder meer door het organiseren van bloemententoonstellingen, waaruit ook de Keukenhof ontstond.

## Jubileum
Ter gelegenheid van 150-jarige jubileum in 2022 is het levensverhaal van Groei & Bloei op papier gezet. Groei & Bloei heeft ter gelegenheid van dit bijzondere jubileum ook een eigen tulp gekregen: de ‘Groei & Bloei 150’, die gedoopt is door Hare Koninklijke Hoogheid Prinses Beatrix. Deze nieuwe triumphtulp heeft een zacht oranje, zalmachtige kleur. De bloemblaadjes ontvouwen zich tijdens de bloeitijd in de tuin (april-mei) maximaal. Ze hebben dan een diameter van  8 cm. Aan de steel (60 cm) zit heldergroen, opstaand blad. De nieuwe bloem is voortgekomen uit een kruising van Tulipa ‘Aafke’ en Tulipa ‘Holland Queen’. Het veredelingsproces van Tulipa ‘Groei & Bloei 150’ door Holland Bolroy Market uit Heiloo heeft 18 jaar geduurd. De nieuwe tulp is geschikt voor toepassing in de tuin en als snijbloem.

## Moederdag
Groei & Bloei introduceerde in 1925 Moederdag: door Nederlanders aan te sporen die dag een bloemetje voor hun moeder te kopen, probeerde zij de bloementeelt te stimuleren ‒ wat achteraf als een geslaagde missie kan worden beschouwd, want nog steeds is een bos bloemen het meest verkochte cadeau op Moederdag, en ook de rest van het jaar kopen Nederlanders massaal en regelmatig bosjes bloemen.

## Magazine
Het blad verscheen in de beginjaren onder de namen Floralia, Onze tuinen en Tuin & Hof. Op 3 januari 1903 verscheen de toevoeging Sempervirens. In 1906 verscheen het weekblad Onze tuinen voor Vaklieden en Amateur-tuiniers. De bladen worden bewaard in de speciale collecties van de bibliotheek van de Universiteit Wageningen. Het Nederlandsche Tuinbouw Weekblad, later Het Weekblad van de KMTP, werd in 1960, bij de eerste Floriade, hernoemd tot het  maandblad Groei en Bloei. Het tijdschrift Groei & Bloei verschijnt tien maal per jaar en is het grootste tuintijdschrift van Nederland. Het tijdschrift geeft informatie over tuinen, tuinieren en bloemschikken. 